# Geothlypis auricularis
Espèce
Répartition géographique
Geothlypis auricularis est une espèce de passereaux appartenant à la famille des Parulidae.

## Distribution
Elle se trouve au en Équateur et au Pérou.

## Systématique
Dans certaines classifications, elle est considérée comme une sous-espèce de la Paruline équatoriale.